# Cantone di Matha
Il Cantone di Matha è una divisione amministrativa dell'arrondissement di Saint-Jean-d'Angély.
A seguito della riforma approvata con decreto del 27 febbraio 2014, che ha avuto attuazione dopo le elezioni dipartimentali del 2015, è passato da 25 a 63 comuni.

## Composizione
I 25 comuni facenti parte prima della riforma del 2014 erano:
- Bagnizeau
- Ballans
- Bazauges
- Beauvais-sur-Matha
- Blanzac-lès-Matha
- Bresdon
- Brie-sous-Matha
- La Brousse
- Courcerac
- Cressé
- Gibourne
- Gourvillette
- Haimps
- Louzignac
- Macqueville
- Massac
- Matha
- Mons
- Neuvicq-le-Château
- Prignac
- Saint-Ouen
- Siecq
- Sonnac
- Thors
- Les Touches-de-Périgny

Dal 2015 i comuni appartenenti al cantone sono i seguenti 63:
- Antezant-la-Chapelle
- Asnières-la-Giraud
- Aulnay
- Bagnizeau
- Ballans
- Bazauges
- Beauvais-sur-Matha
- Blanzac-lès-Matha
- Blanzay-sur-Boutonne
- Bresdon
- Brie-sous-Matha
- La Brousse
- Cherbonnières
- Chives
- Coivert
- Contré
- Courcelles
- Courcerac
- Cressé
- Dampierre-sur-Boutonne
- Les Éduts
- Les Églises-d'Argenteuil
- Fontaine-Chalendray
- Fontenet
- Gibourne
- Le Gicq
- Gourvillette
- Haimps
- Loiré-sur-Nie
- Louzignac
- Macqueville
- Massac
- Matha
- Mons
- Néré
- Neuvicq-le-Château
- Nuaillé-sur-Boutonne
- Paillé
- Poursay-Garnaud
- Prignac
- Romazières
- Saint-Georges-de-Longuepierre
- Saint-Julien-de-l'Escap
- Saint-Mandé-sur-Brédoire
- Saint-Martial
- Saint-Martin-de-Juillers
- Saint-Ouen-la-Thène
- Saint-Pardoult
- Saint-Pierre-de-Juillers
- Saint-Pierre-de-l'Isle
- Saint-Séverin-sur-Boutonne
- Saleignes
- Seigné
- Siecq
- Sonnac
- Thors
- Les Touches-de-Périgny
- Varaize
- Vervant
- La Villedieu
- Villemorin
- Villiers-Couture
- Vinax